# すゑひろがりず
すゑひろがりずは、吉本興業（東京本社）所属のお笑いコンビ。2011年4月結成。NSC大阪校28期生。M-1グランプリ2019ファイナリスト。2人とも大阪府出身。

## メンバー
三島 達矢（みしま たつや、1982年10月2日 - ）（42歳）
ボケ及び扇子・ネタ作り担当、立ち位置は向かって右。
- 身長169 cm、体重85 kg。血液型O型。
- 大阪府大阪市住吉区東粉浜出身。学生時代はイラスト漫画部に所属。成績不振で大学進学を断念し、私立の清風高校卒業後はパチンコ店でアルバイトをしていた。
- 2019年11月に結婚。すゑひろがりずの衣装には三島の妻が手作りしてくれたものも存在する。2021年9月3日、第1子女児の誕生を報告。
- 特技は練習中の津軽三味線で、「めでたい芸を身につけて、染之助・染太郎師匠のような存在になれたら」と語っている。
- 趣味は浮世絵鑑賞、和歌詠み。
- 同期である稲田直樹（アインシュタイン）と過去にルームシェアしていた経験がある。
- 以前のコンビ「バルチック艦隊」で2005年のM-1グランプリにおいて準決勝まで進出している。
- ゲームをやるときはRPGでレベルを99まで上げて、武器も全部取るタイプ。

南條 庄助（なんじょう しょうすけ、1982年6月3日 - ）（43歳）
ツッコミ・小鼓担当、立ち位置は向かって左。
- 本名及び旧芸名:南條 庄祐（読み同じ）。本名である南條庄祐の「祐」の字はネットで画数を調べてみたところあまり良くなかったため、代わりに助の字は良かったことで上京した頃に変えたという。
- 身長168 cm、体重78 kg。血液型A型。
- 大阪府堺市南区出身。堺市立新檜尾台小学校、堺市立赤坂台中学校、大阪府立鳳高等学校、大阪外国語大学（インドネシア語、現大阪大学外国語学部）卒業。野球部OB。
- 既婚者（大学の野球部の元マネージャーでOLの一般女性と13年の交際を経て、2016年に『ナカイの窓』（日本テレビ）の番組内で電話で公開プロポーズし、10月27日に結婚）。2021年6月22日、双子の女児が誕生した。
- 特技はヌンチャク、インドネシア語、利き納豆（セブンプレミアム北海道産大豆小粒納豆3個入り）。
- 趣味は寺社巡り、草野球。財布に小判を携帯している。
- 『サンケイスポーツ』編集局運動部でアルバイトをしていた。同編集局では同期にあたるじろう（シソンヌ）もアルバイトしていた。
- 『R-1ぐらんぷり2020』では決勝進出。ピンネタとしてもコンビ同様の古典ネタを披露した。決勝で同ブロックとして戦った森下直人（ななまがり）とは、上京当時ルームシェアをしていた。
- ぽっちゃり好き。また、うっかりな性格で小道具の鼓を忘れたり、衣装の足袋を両方とも右足（右3つ）で持ってきたりしたことがある。
- ゲームは友達がやるのを後ろから眺めていたいタイプ。
- 2021年5月25日、横浜スタジアムで行われたプロ野球交流戦・横浜DeNAベイスターズ対オリックス・バファローズ戦で始球式を行った。DeNAの天野祥球団通訳は大阪外語大野球部の後輩にあたる。
- 2024年7月、マヂカルラブリー村上が結成したバンド「アイボリーズ」に「小鼓ができるから」の理由でドラム担当として強制的に加入する。

## 芸風
日本の伝統芸能である「狂言」を芸風に取り入れ、現代的テーマを漫才として演じる。
衣装は袴姿で羽織は着用していない。着物の種類は年々増えつつある。
南條は小鼓、三島は扇を携える。なお、ネタの内容によっては三島が小鼓を扱う場合もある。
所作や発声はYouTubeを見て独学したもので、流派のない「我流」としているが、2020年からは吉本興業に文化人枠として所属している狂言師・野村太一郎に学んでいる。

## 略歴
2人ともNSC大阪校28期出身（2005年入学）。
結成以前はそれぞれ別のコンビを組んでおり、三島は「バルチック艦隊」、南條は「うずまき」として活動していた。三島はバルチック艦隊時代に、2005年『第26回今宮戎漫才新人コンクール 新人漫才奨励賞』を受賞。また同年の第5回『M-1グランプリ』では準決勝まで進出するなど、「西のオリエンタルラジオ」と呼ばれるほど若手の注目株であった。南條は『クイズ!紳助くん』の「なにわ突撃隊」としても活動していた。
三島と南條がそれぞれコンビを解散後、三島は別の相方と一時期組んでいた。その三島の新しい相方と南條のバイト先が同じで、喋っていた際に「ちょっと1回、入れてくれへん?」と南條が提案した。南條は最初のコンビを解散して不安だったが、三島は同期の中でもエリートでもう1人はバイトで仲が良いためちょうどいいと思い、軽い感じで提案したところ三島も「ああ、ええんちゃう?」と承諾、トリオ「ガンセキオープン」を結成した。だが3年ほど劇場のオーディションに落ち続け、更にメンバーが脱退。2011年4月に現在のコンビとなり、当初のコンビ名は「ドロスス」だった。その後三浦マイルドの命名により、"南"條と三"島"の個人名に由来した「みなみのしま」へ改名。当時はコンビ名に合わせてアロハシャツを着用し、「パイナポー南條」「ライチ三島」という芸名で活動していた。コンビになってからは全てのM-1グランプリファイナリストのネタを研究し、様々なパターンの漫才を試したが全く芽が出ず2012年頃には解散寸前にまで追い込まれる。そこで「これが最後」のつもりで出演した舞台にて「自分たちらしくないことをやってみよう」と挑戦した和風コント「狂言風クリスマス」が大ウケしたのをきっかけに現在の芸風を完成させる。このわずか2週間後には舞台衣装も着物に変えた。当初は余興のつもりだった狂言ネタを本ネタにするよう2人に薦めたのは、後にM-1グランプリでしのぎを削ることになる駒場孝（ミルクボーイ）であった。
2014年6月、活動拠点を大阪から東京に移す。2016年、芸風と合わせるため「みなみのしま」から現在の「すゑひろがりず」へとコンビ名を変更。
2017年5月13日・14日、南ジャカルタ・ブロックMで開かれた「第8回 縁日祭」に出演。アニメ「ドラえもん」などの曲に合わせ、アーケードゲームのダンスダンスレボリューションを狂言風に演じるネタを披露。やがて人集りができるほどの評判を呼び、当初1ステージのみ予定だった登壇数を急遽4ステージまで増やすことになった。これを受け、狂言風漫才の方向性が完全に固まったとのこと。
2018年3月末を以てヨシモト∞ホールを卒業。同年1月より大宮ラクーンよしもと劇場の専属芸人「大宮セブン」として活動している。
2019年12月、M-1グランプリ2019決勝進出。637点を獲得して最終成績は8位となった。伝統芸能風漫才ネタを披露し、合コンの「王様ゲーム」を「関白遊び」と言い換えるなどして会場を沸かせた。出場時のキャッチコピーは「令和の伝統芸能」。
2020年3月、南條がR-1ぐらんぷり2020の決勝に進出。最終ステージまで進み、3位になった。出場時のキャッチコピーは「この芸人いとをかし」。
2022年1月10日開催の「第7回上方漫才協会大賞」で大賞を受賞した。

## エピソード
「もしM-1で最終決戦に進んでたら、『算数』というネタをやる予定だった」と本人たちが語っている。
2人して解散が頭に過ったことがある。2011年4月にトリオのうち1人が脱退し、コンビになって間もない頃は思い付きからネタを練習している最中をビデオで撮って再生してみると、そこに映っていたのは「衝撃的に辛気臭い2人」だった。「華も無ければ面白くもない。これは絶対売れない」「漫才で勝てるイメージが思い浮かばない」とその映像を見て感じ、当時は初めて解散を意識したという。
コンビ名「みなみのしま」から改名する際、コンビ名候補を10個紙に書き出し、それに餌をつけて大宮のパワースポットとされる神社の隣の池に垂らした。その際に鯉が食いついた名前が「すゑひろがりず」だった。また、コンビ名候補はすゑひろがりずの他にわびさびぼーいず、ことぶきたろう（表記方法は不明）などがあった。
南條が持っている小鼓はAmazonで8万円で購入したレプリカ。また2人が着ている袴は5千円から6千円で購入したもの。扇子は大宮ラクーンよしもと劇場が入っているビルの隣にある祭り道具屋で5千円で購入した。
南條は今まで賞レース予選で落ちた時、“まぁ、俺らはイロもんやしな”と言い聞かせていたところがあった。しかしながら2019年はどうしても決勝へ行きたいと思い、三島に「単独ライブをやろう、2019年は『M-1』に行ける1年にしてくれ」とお願いした。それを聞いて三島は「正気か。こんな格好で『M-1』の決勝、ガチで狙いに行くん?」と思っていたが、南條は「『M-1』の決勝へ出れば、営業も増える。賞レースに向けてネタづくりをすることは、今後も芸人を続けていくなら必要なこと。鼓と扇子を持った無名のヤツらより、世間に知ってもらってる状態のほうが受け入れられやすいはず。こんな格好やから決勝に行ける可能性もあるんや」と必死に説得。それに三島もようやく納得し、M-1用にネタ作りを始めた。
現代にあるものを和風の言葉に変換するネタがある。これをM-1グランプリ2019にて披露したところ、ネタ中に出した菓子メーカー（亀田製菓・Calbee）から謝辞と共に、ネタ中に出した和風変換がデザインされた特装パッケージのお菓子が送られてきた。
TBS『水曜日のダウンタウン』の企画にて「英語禁止ボウリング すゑひろがりず最強説」という検証が行われ、鈴木もぐら（空気階段）・岡野陽一ペアと対決した。前半は一切英語を喋らず日本語風に変換していたが後半になるにつれて英語を連発してしまい、ボウリングのスコアでは211 - 210でギリギリ勝利したものの英語発言によるスコア減点ルールにより、「どちらかが着用すると英語を話しても減点されないタスキ」のハンデもあったが、鈴木・岡野チームには185 - 197で敗北してしまった。

## 出囃子
生配信無（通常）：千本桜（三味線ver.）／生配信有：オリジナル曲（和テイスト）
- 元々使用していたのは、吉田兄弟の「RISING」という曲。しかし2020年1月27日にすゑひろがりずが出演した、なんばグランド花月夜公演「なんばプレミア漫才ナイトvol.25」にて共演するテンダラーの出囃子と同じ曲を使用していることがNGK音響担当からの電話で発覚した。すゑひろがりずはこの曲を東京進出時（2014年頃）から使用し始めたが、同時期にテンダラーも使用し始めていた。出囃子が被るのは宜しくないということで、急遽出囃子を変更する運びとなった。NGK音響担当が「一応、和テイストな曲を編集したのありますよ」と進言し、その曲を急遽採用することになった。またその出囃子を聞いた上で本人達が気に入り、この日以来正式に出囃子として使用している。
- 2022年現在、吉本興業は新型コロナウイルス拡大防止措置を施した上で観客を入れた公演をおこなっている。有料生配信ありの公演と生配信無しの公演の2通りをおこなっているが、有料の生配信を入れた公演の場合は「オリジナル曲（和テイスト）」を、生配信無しの公演の場合は「千本桜（三味線ver.）」を出囃子としてかけている。

## 賞レース等の戦歴

### Mｰ1グランプリ
| 年度（回）       | 結果         | No.  | 備考                                   |
| ---------------- | ------------ | ---- | -------------------------------------- |
| 2015年（第11回） | 3回戦進出    | 2397 | みなみのしま名義                       |
| 2016年（第12回） | 準々決勝進出 | 854  |                                        |
| 2017年（第13回） | 3回戦進出    | 801  |                                        |
| 2018年（第14回） | 準々決勝進出 | 757  |                                        |
| 2019年（第15回） | 決勝8位      | 1365 | 決勝キャッチフレーズ「令和の伝統芸能」 |
| 2020年（第16回） | 準々決勝進出 | 458  |                                        |
| 2021年（第17回） | 準々決勝進出 | 1223 |                                        |
| 2022年（第18回） | 3回戦進出    | 1769 |                                        |
| 2023年（第19回） | 準々決勝進出 | 1814 |                                        |
| 2024年（第20回） | 3回戦進出    | 5023 |                                        |

### キングオブコント
| 年度（回）       | 結果         |
| ---------------- | ------------ |
| 2013年（第6回）  | 2回戦進出    |
| 2014年（第7回）  | 準決勝進出   |
| 2015年（第8回）  | 準決勝進出   |
| 2016年（第9回）  | 2回戦敗退    |
| 2017年（第10回） | 準々決勝進出 |
| 2018年（第11回） | 準々決勝進出 |
| 2019年（第12回） | 不参加       |
| 2020年（第13回） | 準決勝進出   |
| 2021年（第14回） | 不参加       |
| 2022年（第15回） | 不参加       |
| 2023年（第16回） | 不参加       |
| 2024年（第17回） | 不参加       |
| 2025年（第18回） | 準々決勝進出 |

### その他
- 2013年 歌ネタ王決定戦 準決勝進出
- 2014年 歌ネタ王決定戦 準決勝進出
- 2016年 歌ネタ王決定戦 準決勝進出
- 2018年 R-1ぐらんぷり 準々決勝進出（南條）
- 2020年 R-1ぐらんぷり 第3位（南條）
- 2020年 家-1グランプリ2020 〜お笑い自宅芸No.1決定戦〜 決勝進出（南條）
- 2021年 第6回上方漫才協会大賞 話題賞
- 2022年 第7回上方漫才協会大賞 大賞[62]
- 2024年 『チャンスの時間』第4回慰問ネタグランプリ 優勝[63]

## 出演
「バルチック艦隊」時代の三島の出演作品はこちらを参照。

### テレビ

#### 現在の出演番組
レギュラー
- すゑひろがりずのあっぱれふるさと珍道中（2020年7月4日 - 、チャンネル700） - 冠番組
- それゆけ!大宮セブン（2022年3月22日 - 、テレビ埼玉・BSよしもと） - 冠番組[注 2][64]

不定期出演
- アメトーーク! （2020年10月6日[注 3] - 、テレビ朝日）※単独出演含む
- 千原ジュニアの座王（2020年2月8日 - 、関西テレビ）
- やすとものいたって真剣です（2020年8月27日 - 、朝日放送） - 不定期コーナー[注 4]
- 坂上&指原のつぶれない店（2020年10月4日 - 、TBS）
- 土曜はナニする!?（2020年10月24日 - 、関西テレビ・フジテレビ） - 不定期コーナー[注 5]
- ラヴィット!（TBS、2021年6月17日 - ） - 水曜コーナー「すゑひろがりずの最新東京見聞録」担当[注 6]
- フットマップ（2021年6月24日 - 、関西テレビ）
- 千鳥のクセスゴ!（2022年10月13日 - 、フジテレビ）

#### 過去の出演番組
レギュラー
- クイズ!紳助くん（朝日放送、2006年 - 2011年）※南條のみ - なにわ突撃隊
- おはスタ（テレビ東京、2016年9月14日 - 10月19日・11月2日 - 2017年3月29日） - 「おはネタ★選手権」→ 準レギュラー[注 7]
- いたくろむらせのオンとオフ → いたくろここなのオンとオフ（テレビ埼玉、2019年8月5日 - 2021年9月27日）
- 踊る!チバテレYAGURA（千葉テレビ、2020年4月18日 - 2022年3月19日）
- ORANGE（静岡放送、2021年3月29日 - 2022年3月31日） - コーナー「すゑひろがりずのまいるまいる」レギュラー（月曜 - 金曜）
- 笑顔で繁盛!すゑひろがりずのまいるまいる（静岡放送、2022年4月30日 - 6月25日） - 冠番組[注 8]

不定期出演
- 有吉の壁（2017年12月28日[注 9]・29日、2020年7月15日 - 2021年10月27日、日本テレビ）
- かみひとえ（2020年2月17日・3月16日・5月11日・25日・6月1日、テレビ朝日）
- ネタサンド!（2020年2月21日[注 10]・4月15日[注 11]・7月11日[注 12]、テレビ朝日）
- ロンドンハーツ（2020年3月3日 - 2022年8月2日、テレビ朝日）※三島のみの回も含む
- ヒルナンデス!（2020年7月17日 - 2023年10月20日、日本テレビ） - クイズウタネタ・いにしえヒットソング等[65]
- 有田Pおもてなす（2020年7月18日 - 2021年11月20日、NHK総合）
- 教えてもらう前と後（2020年8月11日 - 2021年5月17日、毎日放送）
- スイッチ!（東海テレビ、2020年10月16日 - 2022年9月30日) - 不定期コーナー[注 13]

特別番組
- M-1グランプリ2019（朝日放送、2019年12月22日） - ファイナリスト
- いよいよR-1ぐらんぷり 2020ファイナリスト大集合（関西テレビ、2020年3月4日）※南條のみだが三島も電話出演
- R-1ぐらんぷり2020（関西テレビ、2020年3月8日） - ファイナリスト ※南條のみ
- お笑い二刀流 MUSASHI（テレビ朝日、2020年8月8日・11月3日・2021年2月15日）
- 歌ネタゴングSHOW 爆笑!ターンテーブル（TBS、2020年10月27日・12月27日・2021年5月16日[注 14]）
- バズバラ! すゑ様のお戯れ（静岡朝日テレビ、2021年6月8日・9日・10日・11日） - 初冠テレビ番組[66]
- レギュラー番組への道 スピードキングダム 驚異の最速対決! （NHK BSプレミアム、2021年9月17日・9月24日) - MC[67][68]
- 1番高いモノにはワケがある　誰もが知ってる有名企業「1番高いモノ」大調査（テレビ東京、2021年12月25日・2022年9月17日・27日) - MC[69]
- 2022年新春!ニッポン“ふるさと”リレー（NHK総合、2022年1月1日）
- すゑひろがりずの万国一周双六（朝日放送、2022年2月20日・27日） - 冠番組[70]
- 地球にも体にもやさしさ全開やさしぃ〜旅（2022年3月26日、琉球朝日放送・山口朝日放送）-　MC
- すゑひろがりずの 開運!ぶらり散歩（2023年1月1日、BS朝日） - 冠番組
- SBCスペシャル「北陸新幹線で行く上田・富山・金沢　すゑひろがりずの城下町100年グルメの旅」（2023年7月26日、信越放送・チューリップテレビ・北陸放送） - 冠番組
- すゑひろがりずのいいジャン!しずおか（2023年12月24日・2024年4月27日、静岡放送） - 冠番組

### web番組
- シモネタGP（AbemaTV、2018年10月22日）
- 新生紀ドラゴゲリオンZ（ニコニコ生放送、2019年4月28日 - 2020年7月5日）不定期出演 ※2019年11月10日は南條のみ
- 疑心暗鬼大喜利バトル「滑狼」〜ニコニコゲート〜（ニコニコ生放送、2019年6月18日 - 2020年9月24日）不定期出演 ※2019年8月23日・2020年9月24日以外は三島のみ
- 家-1グランプリ2020〜お笑い自宅芸No.1決定戦〜（ABEMA、2020年5月3日）※南條のみ[71]

### ドラマ
- わたしのお嫁くん 第1話（2023年4月12日、フジテレビ） - 酔っ払い 役[72]

### テレビアニメ
- おじゃる丸 （NHK Eテレ、2021年11月26日） - 三島：実況役、南條：解説役

### ラジオ
- すゑひろがりずのオールナイトニッポン0(ZERO)（ニッポン放送、2021年1月24日） - パーソナリティ・冠番組[73]
- オールナイトニッポンX 〜フレキャン&ミスサーSP〜（2023年9月21日） - アシスタントMC

### webラジオ
- すゑひろがりずのいとをかしラヂオ!（グノシーラジオ、2020年9月28日 - 10月2日） - パーソナリティ・冠番組
- 地獄変のオールナイトニッポンPODCAST（2024年6月期） - パーソナリティ・冠番組[注 15]

### 舞台
- 水谷千重子50周年記念公演「とんち尼将軍 一休ねえさん」（2019年2月22日 - 3月4日、明治座）[注 16]
- 朗読劇「Love Later」（2021年8月25日[注 17]）※南條のみ

### DVD
- 野爆DVD in DVD（2008年2月20日） - ショートフィルム「ハニーはMOTORCYCLES」※三島のみ[注 18]

### CM
- クラシエフーズ FRISK（2020年4月 - 2021年3月） - YouTube限定CM
- 映画『樹海村』（2021年2月） - 関西エリア限定コラボCM
- アサヒ飲料 WONDA（2021年3月 - 8月）
- 日本ハム シャウエッセン×日清焼そば コラボWebCM第4弾（2025年7月 - ）[74]

### ゲーム
- スーパー野田ゲーPARTY（株式会社カヤック、2021年4月29日、Nintendo Switch） - 収録ゲーム中の「世直しすゑひろがりず」に登場[75]

### 主な舞台・ライブ
- なんばグランド花月
- よしもと漫才劇場
- 森ノ宮よしもと漫才劇場
- よしもと祇園花月
- ルミネtheよしもと
- ヨシモト∞ホール
- 大宮ラクーンよしもと劇場
- 沼津ラクーンよしもと劇場
- よしもと幕張イオンモール劇場

## 作品

### 書籍
- すゑひろがりず 著、リベラル社 編『【日めくり】すゑひろがりずのまいにち寿!!』星雲社、2020年10月16日。ISBN 978-4434279317。 - 日めくりカレンダー
- すゑひろがりず『すゑひろがりずの をかしな和風会話』ワニブックス〈ヨシモトブックス〉、2021年9月15日。ISBN 978-4847070907。

### デジタルシングル
- 雅-MIYABI-（2021年8月19日、よしもとミュージック）[76][77][78]
- それでも俺は幸せさ（2025年6月18日、よしもとミュージック）[79]※三島のみ

### DVD
- すゑひろがりず結成拾周年全国行脚〜諸国漫遊記〜（2021年8月18日、よしもとミュージック）[80][81][82]

## 単独公演
※準単独も含む
2015年
- 7月5日 - みなみのしま 単独公演二〇一五「曙〜akebono〜」（よしもと浅草花月）

2016年
- 4月1日 - みなみのしま 開眼五周年記念公演「大化」（大宮ラクーンよしもと劇場）

2018年
- 3月18日 - すゑひろがりず単独ライブ「春ひろがりず」（大宮ラクーンよしもと劇場）

2019年
- 6月2日 - すゑひろがりず単独ライブ「お戯れをひとつ」（大宮ラクーンよしもと劇場）

2020年
- 7月22日 - すゑひろがりず単独ライブ「夏ひろがりず」（ヨシモト∞ホール、配信あり）
- 11月7日 - すゑひろがりず単独ライブ「秋ひろがりず」（ヨシモト∞ホール、配信あり）
- 12月12日 - ネタ収録ライブ〜局番にネタをあげたいのじゃよ〜（ヨシモト∞ホール）

2021年
- 2月12日 - すゑひろがりず単独ライブ「冬ひろがりず」（ヨシモト∞ホール、配信あり）
- すゑひろがりず結成拾周年全国行脚〜諸国漫遊記〜
  - 4月8日 - 大阪公演（なんばグランド花月）
  - 4月18日 - 札幌公演（サッポロファクトリーホール）
  - 5月8日 - 仙台公演（電力ホール）
  - 5月28日 - 福岡公演（よしもと福岡 大和証券/CONNECT劇場）
  - 6月18日 - 広島公演（広島県民文化センター）
  - 7月18日 - 愛媛公演（松山総合文化センター）
  - 8月5日 - 名古屋公演（名古屋市芸術創造センター）
  - 8月8日 - 東京公演（観世能楽堂、配信あり）
  - 9月5日 - すゑひろがりず全国行脚外伝　其の壱〜萬歳の巻〜／其の弐〜四方山話の巻〜（ゲスト：祇園）（広島県民文化センター）

- 6月1日 - すゑひろがりず単独ライブ「春ひろがりず（初夏）」（ヨシモト∞ホール、配信あり）
- 9月25日 - すゑひろがりず単独ライブ「四季ひろがりず 長月」（ヨシモト∞ホール、配信あり）

2022年
- 1月21日 - すゑひろがりず単独ライブ「四季ひろがりず 睦月」（ヨシモト∞ホール、配信あり）
- 5月16日 - すゑの催し（よしもと幕張イオンモール劇場、配信あり）
- 8月7日 - すゑの催し（大宮ラクーンよしもと劇場、配信あり）

2023年
- 1月27日 - すゑの催し（よしもと幕張イオンモール劇場、配信あり）
- 4月22日 - すゑの催し（大宮ラクーンよしもと劇場、配信あり）
- すゑひろがりず三都市単独公演『宝船』
  - 6月11日 - 福岡公演（よしもと福岡 ダイワファンドラップ劇場）
  - 8月10日 - 大阪公演（なんばグランド花月）
  - 10月7日 - 東京公演（ルミネtheよしもと、配信あり）

2024年
- すゑひろがりず全国八都巡り『大吟醸』
  - 4月27日 - 東京公演（ルミネtheよしもと）
  - 5月11日 - 熊本公演（市民会館シアーズホーム夢ホール）
  - 5月25日 - 島根公演（ビッグハート出雲 白のホール）
  - 6月1日 - 北海道公演（ザ・ルーテルホール）
  - 7月20日 - 愛知公演（東別院ホール）
  - 8月17日 - 高知公演（高知市文化プラザかるぽーと 小ホール）
  - 8月24日 - 新潟公演（新潟ユニゾンプラザ 多目的ホール）
  - 10月6日 - 大阪公演（なんばグランド花月、配信あり）

2025年
- すゑひろがりず三都市単独公演『ひょうたん』
  - 5月11日 - 東京公演（ルミネtheよしもと）
  - 7月21日 - 福岡公演（よしもと福岡 大和証券劇場）
  - 9月15日 - 大阪公演（なんばグランド花月）